# Saaremaa (Landgemeinde)
Saaremaa ist eine Landgemeinde im estnischen Kreis Saare. Sie umfasst neben der gleichnamigen Insel auch deren umliegende Inseln. Saaremaa wurde 2017 gegründet und ist seitdem die flächengrößte Gemeinde Estlands. Die Landgemeinde hatte am 1. Januar 2025 30.121 Einwohner.
Die Landgemeinde entstand durch den Zusammenschluss der Stadt Kuressaare und der Landgemeinden Kihelkonna, Lääne-Saare, Laimjala, Leisi, Mustjala, Orissaare, Pihtla, Pöide, Salme, Torgu und Valjala. Ursprünglich sollte auch noch Ruhnu Teil der Landgemeinde werden.
Neben dem Hauptort Kuressaare besteht die Gemeinde aus neun Großdörfern (Aste, Kärla, Kihelkonna, Kudjape, Leisi, Nasva, Orissaare, Salme und Valjala) sowie 427 Dörfern.

## Wirtschaft & Infrastruktur
In der Gemeinde sind Lebensmittelhersteller wie Saaremaa Delifood und PRFoods aktiv.
Der Nahverkehr wird mit Bussen des Unternehmens GoBus gewährleistet. Zu den zur Gemeinde gehörenden Inseln Abruka und Vilsandi besteht Linienverkehr.